# イシガメ科
イシガメ科（イシガメか、Geoemydidae）は、爬虫綱カメ目に属する科。模式属はヤマガメ属。別名アジアガメ科。

## 分布
アフリカ大陸北部（チチュウカイイシガメのみ）、北アメリカ大陸南部、南アメリカ大陸北部（南北アメリカ大陸に分布するのはアメリカヤマガメ属のみ）、ユーラシア大陸、インドネシアなど。
更新世の日本列島には多様なイシガメ科や他のカメ類の化石種が生息していたが、イシガメ科ではニホンイシガメとリュウキュウヤマガメのみが生存した。

## 形態
最大種はボルネオカワガメで最大甲長80センチメートル。雌雄で大きさにほとんど差がない種もいれば、カンムリガメのようにオスの最大甲長が17.5cmなのに対し、メスは最大甲長が61cmに達する雌雄差の大きい種もいる。腹甲は12枚の甲板で形成される。

## 分類
以前はヌマガメ科に含まれていた。形態から1960年代になりバタグールガメ亜科して分割され、1980年代後半にはリクガメ上科内ではリクガメ科と単系統群を形成すると推定され独立した科とする説があげられた。核DNAやミトコンドリアDNAの全塩基配列を基にした分子系統学的解析でも、本科はリクガメ科と単系統群を形成すると推定されている。
以前は属の上位分類としてBatarurina Gray, 1869が最も古いとされ、それを基に本科をバタグールガメ科Bataguridaeとしていた。後にGeoemydini Theobald, 1868の方が古いことが判明し命名規約上の理由からGeoemydidaeを用いるようになった。
1980年代には骨格を基にした分岐分類学的解析から、以下の水棲傾向や植物食傾向が強く咬合面が幅広いバタグールガメ亜科Batagurinaeと、陸棲傾向や動物食傾向が強く咬合面が狭いヤマガメ亜科Geoemydinaeに分割する説もあった。
1. バタグールガメ亜科 - カラグールガメ属（後にバタグールガメ属）、カンムリガメ属、クサガメ属（後にイシガメ属）、セタカガメ属（後にコガタセタカガメ属、バタグールガメ属）、ニシクイガメ属、バタグールガメ属、ハナガメ属（後にイシガメ属）、ハミルトンガメ属、ヒジリガメ属（後にオオヤマガメ属）、ホオジロクロガメ属、ボルネオカワガメ属、メダマガメ属
2. ヤマガメ亜科 - アメリカヤマガメ属、イシガメ属、インドヤマガメ属、オオヤマガメ属、オカハコガメ属（後にハコガメ属）、シロアゴヤマガメ属、ハコガメ属、ヒラセガメ属（後にハコガメ属）、ニセイシガメ属、マルガメ属、ムツイタガメ属、ヤマガメ属

1990年代後半から2000年代にかけて行われた分子系統学的解析から上記の2亜科の単系統性（特にヤマガメ亜科の単系統性）は認められず、2012年現在では本科には亜科を設けない説が有力とされる。核DNAとミトコンドリアDNAの分子系統学的解析から、本科は下記の7つの単系統群で構成されると推定されている。これらの単系統群間での系統関係に関しては統一した解析結果は得られていないものの、1が初期に分化した可能性が高く、2と4が最も近縁で、2と3と4は全体として単系統群だと推定されている。
1. アメリカヤマガメ属
2. イシガメ属、ハコガメ属
3. インドヤマガメ属
4. オオヤマガメ属、シロアゴヤマガメ属、ニセイシガメ属、マルガメ属、ムツイタガメ属
5. カンムリガメ属、コガタセタカガメ属、ニシクイガメ属、バタグールガメ属、ハミルトンガメ属、ボルネオカワガメ属、メダマガメ属
6. ホオジロクロガメ属
7. ヤマガメ属

### 下位分類
分類・和名は中井(2021)を参考。
- アジアカワガメ属 Batagur
  - Batagur affinis マングローブカワガメ Southern river terrapin
  - Batagur baska バタグールガメ Four-toed terrapin
  - Batagur borneoensis カラグールガメ Painted terrapin
  - Batagur dhongoka オオセタカガメ Three-striped roofed turtle
  - Batagur kachuga ニシキセタカガメ Red-crowned roofed turtle
  - Batagur trivittata ビルマオオセタカガメ Burmese roofed turtle
- ハコガメ属 Cuora
  - Cuora amboinensis マレーハコガメ Malayan box turtle
  - Cuora aurocapitata コガネハコガメ Yellow-headed box turtle
  - Cuora flavomarginata セマルハコガメ Yellow-margined box turtle
  - Cuora galbinifrons モエギハコガメ Indochinese box turtle
  - Cuora mccordi マコードハコガメ Mccord's box turtle
  - Cuora mouhotii ヒラセガメ Keeled box turtle
  - Cuora pani シェンシーハコガメ Pan's box turtle
  - Cuora trifasciata ミスジハコガメ Three-banded box turtle
  - Cuora yunnanensis ユンナンハコガメ Yunnan box turtle
  - Cuora zhoui クロハラハコガメ Zhou's box turtle
- マルガメ属 Cyclemys
  - Cyclemys atripons ニシキバラマルガメ Western black-bridged leaf turtle
  - Cyclemys dentata ノコヘリマルガメ Common Asian leaf turtle
  - Cyclemys enigmatica ミナミクロハラマルガメ Enigmatic leaf turtle
  - Cyclemys fusca ビルマクロハラマルガメ Myanmar brown leaf turtle
  - Cyclemys gemeli インドクロハラマルガメ Assam leaf turtle
  - Cyclemys oldhamii オルダムマルガメ Oldham's leaf turtle
  - Cyclemys pulchristriata ヒガシキバラマルガメ Eastern black-bridged leaf turtle
- ハミルトンガメ属 Geoclemys
  - Geoclemys hamiltonii ハミルトンガメ Black pond turtle
- ヤマガメ属 Geoemyda
  - Geoemyda japonica リュウキュウヤマガメ Ryukyu black-breasted leaf turtle
  - Geoemyda spengleri スペングラーヤマガメ Black-breasted hill turtle
- カンムリガメ属 Hardella
  - Hardella thurjii カンムリガメ Crowned river turtle
- オオヤマガメ属 Heosemys
  - Heosemys annandalii ヒジリガメ Yellow headed temple turtle
  - Heosemys depressa ヒラタヤマガメ Arakan forest turtle
  - Heosemys grandis オオヤマガメ Giant asian pond turtle
  - Heosemys spinosa トゲヤマガメ Spiny turtle
- シロアゴヤマガメ属 Leucocephalon
  - Leucocephalon yuwonoi シロアゴヤマガメ Sulawesi forest turtle
- ニシクイガメ属 Malayemys
  - Malayemys khoratensis コーラートニシクイガメ Malayan snail-eating turtle
  - Malayemys macrocephala マレーニシクイガメ Malayan snail-eating turtle
  - Malayemys subtrijuga インドシナニシクイガメ Mekong snail-eating turtle
- イシガメ属 Mauremys
  - Mauremys annamensis アンナンガメ Anham pond turtle（Cathaiemys属とする説もあり）
  - Mauremys caspica カスピイシガメ Caspian pond turtle（Emmenia属とする説もあり）
  - Mauremys japonica ニホンイシガメ Japanese pond turtle（Ocadia属とする説もあり）
  - Mauremys leprosa チチュウカイイシガメ Mediterranean turtle
  - Mauremys mutica ミナミイシガメ Asian yellow pond turtle（Cathaiemys属とする説もあり）
  - Mauremys nigricans カントンクサガメ Red-necked pond turtle（Chinemys、Ocadia属とする説もあり）
  - Mauremys reevesii クサガメ Chinese pond turtle（Chinemys、Ocadia属とする説もあり）
  - Mauremys rivulata ギリシャイシガメ West Caspian turtle（Emmenia属とする説もあり）
  - Mauremys sinensis ハナガメ Chinese striped-necked turtle（Ocadia属とする説もあり）
- インドヤマガメ属 Melanochelys
  - Melanochelys tricarinata ミツウネヤマガメ Tricarinate hill turtle
  - Melanochelys trijuga クロヤマガメ Indian black turtle
- メダマガメ属 Morenia
  - Morenia ocellata ビルマメダマガメ Burmese eyed turtle
  - Morenia petersi ピーターズメダマガメ Indian eyed turtle
- ムツイタガメ属 Notochelys
  - Notochelys platynota ムツイタガメ Malayan flat-shelled turtle
- ボルネオカワガメ属　Orlitia
  - Orlitia borneensis ボルネオカワガメ Bornean river turtle
- コガタセタカガメ属 Pangshura
  - Pangshura smithii スミスセタカガメ Brown-roofed turtle
  - Pangshura sylhetensis アッサムセタカガメ Assam roofed turtle
  - Pangshura tecta テクタセタカガメ Indian roofed turtle
  - Pangshura tentoria テントセタカガメ Indian tent turtle
- アメリカヤマガメ属 Rhinoclemmys
  - Rhinoclemmys annulata ネンリンヤマガメ Brown wood turtle
  - Rhinoclemmys areolata ミゾヤマガメ Furrewed wood turtle
  - Rhinoclemmys diademata カンムリヤマガメ Maracaibo wood turtle
  - Rhinoclemmys funerea ハラスジヤマガメ Black wood turtle
  - Rhinoclemmys melanosterna クロムネヤマガメ Colombian wood turtle
  - Rhinoclemmys nasta ハナトガリヤマガメ Large-nosed wood turtle
  - Rhinoclemmys pulcherrima アカスジヤマガメ Painted wood turtle
  - Rhinoclemmys punctularia アシポチヤマガメ Spot-legged wood turtle
  - Rhinoclemmys rubida ルビダヤマガメ Mexicans spotted wood turtle
- ニセイシガメ属 Sacalia
  - Sacalia bealei ジャノメイシガメ Beal's eyed turtle
  - Sacalia quadriocellata ヨツメイシガメ Four eyed turtle
- ホオジロクロガメ属　Siebenrockiella
  - Siebenrockiella crassicollis ホオジロクロガメ Black marsh turtle
  - Siebenrockiella leytensis レイテヤマガメ Philippine forest turtle
- ケララヤマガメ属　Vijayachelys
  - Vijayachelys silvatica ケララヤマガメ Cochin forest cane turtle

## 生態
クサガメやニホンイシガメといった淡水域に生息する半水棲種を多く含むが、セマルハコガメなどの陸棲種、バタグールガメなどの産卵期のメス以外陸に上がらず河口に生息する完全水棲種など、多様な環境に生息する。
繁殖形態は卵生。発生時の温度により性別が決定（温度依存性決定）する種が多い。

## 人間との関係
生息地や中華人民共和国では食用や薬用とされることもある。水棲種はイスラム圏では不浄な生き物とされ成体は食用にされないものの、卵は食用とされることもある。
開発による生息地の破壊、水質汚染、食用や薬用、ペット用の乱獲などにより生息数は減少している種もいる。2004年に中華人民共和国が国内に分布するほとんどの種をワシントン条約附属書IIIに掲載したため、ユーラシア大陸に分布する構成種の多くはワシントン条約の対象種となっている。
仏教の寺院では池などに放されて飼育される（放生）こともあり、ヒジリガメは名前の由来にもなっている。ペットとして飼育されることもあり、日本にも輸入されている。

## 画像

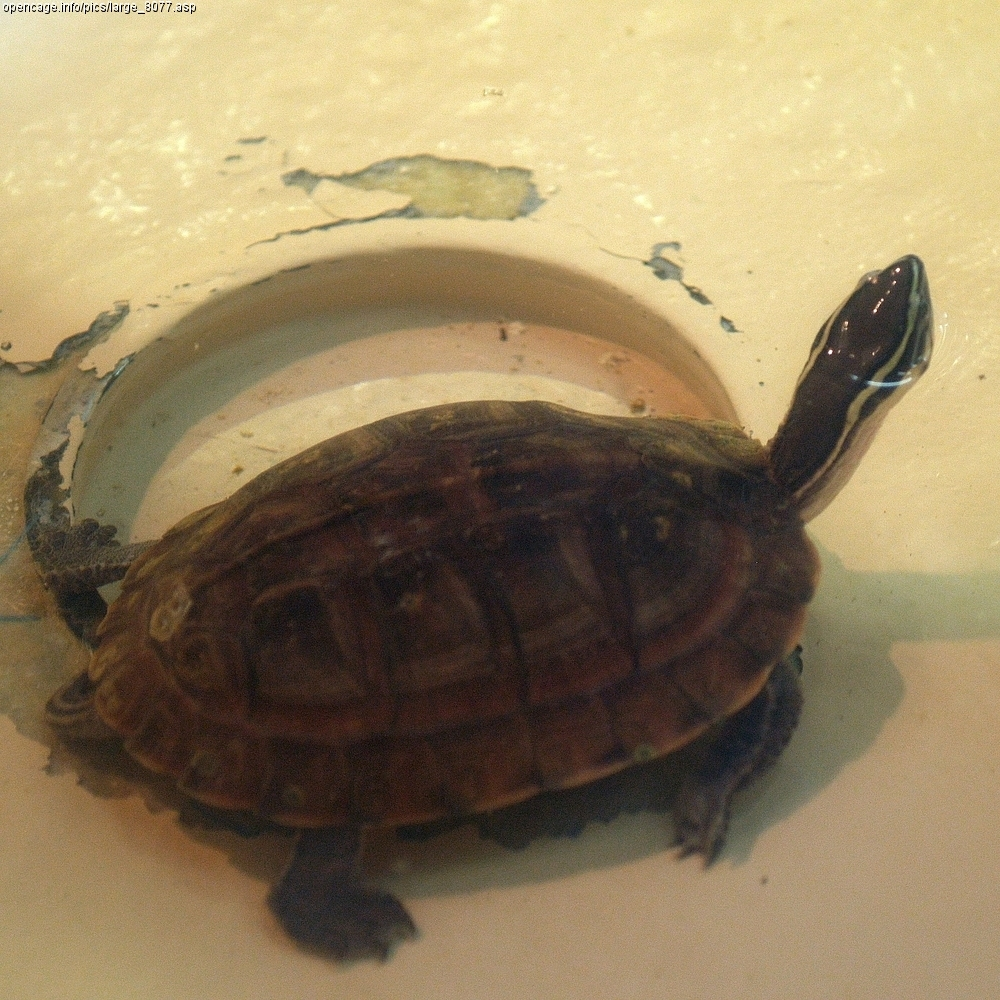
マレーハコガメ Cu. amboinensis
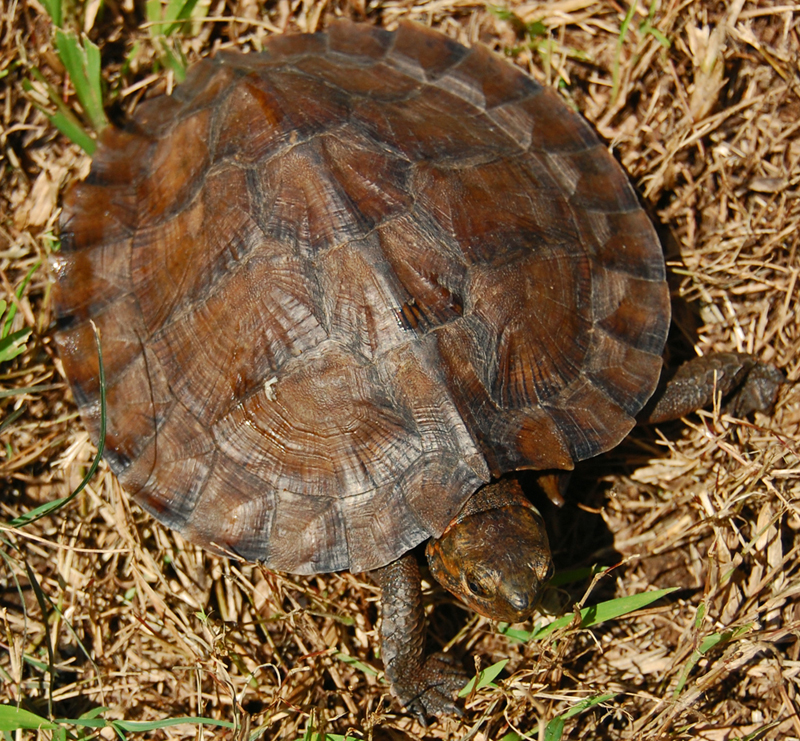
ノコヘリマルガメ Cy. dentata
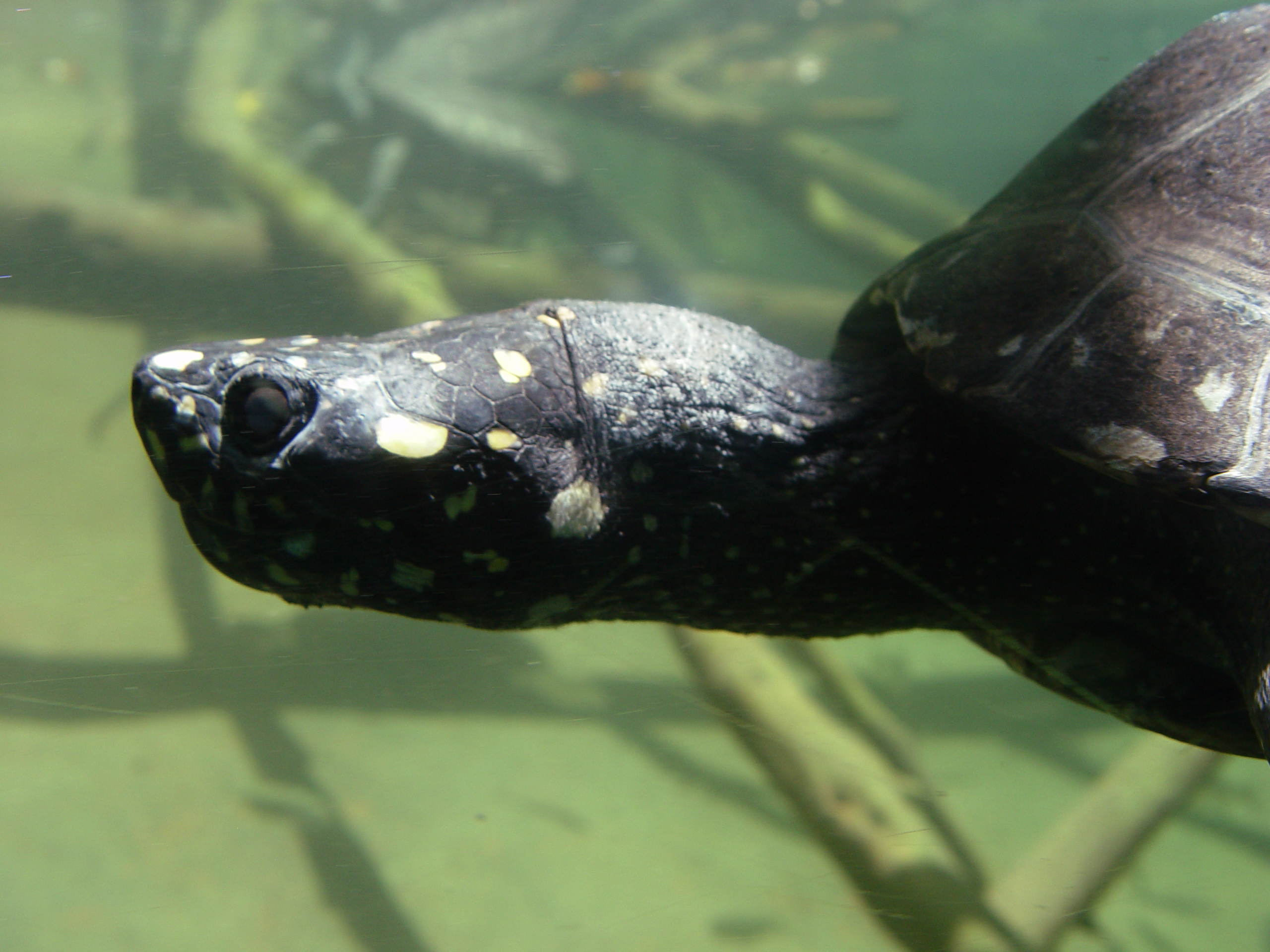
ハミルトンガメ G. hamiltonii
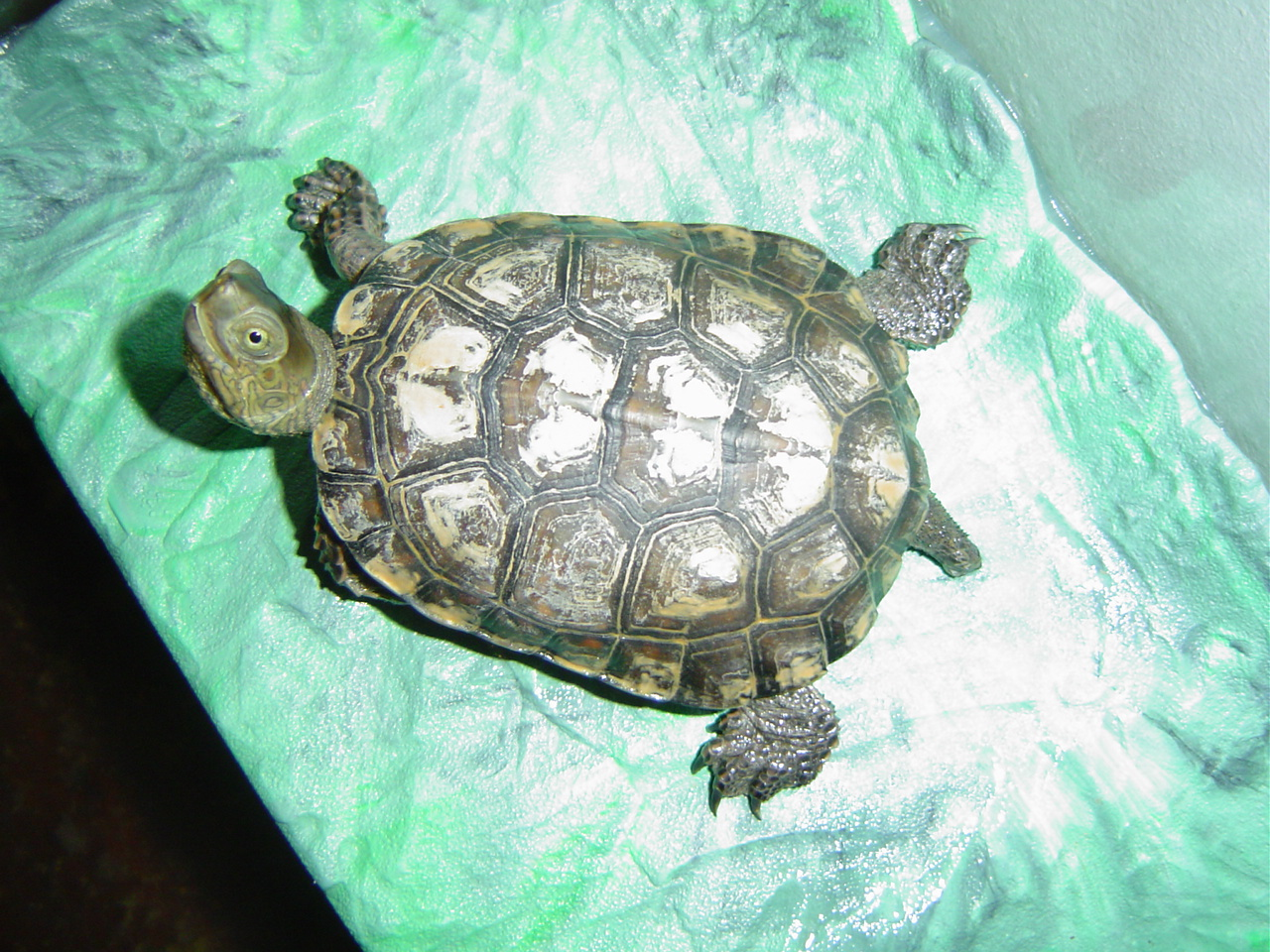
チチュウカイイシガメ M. leprosa
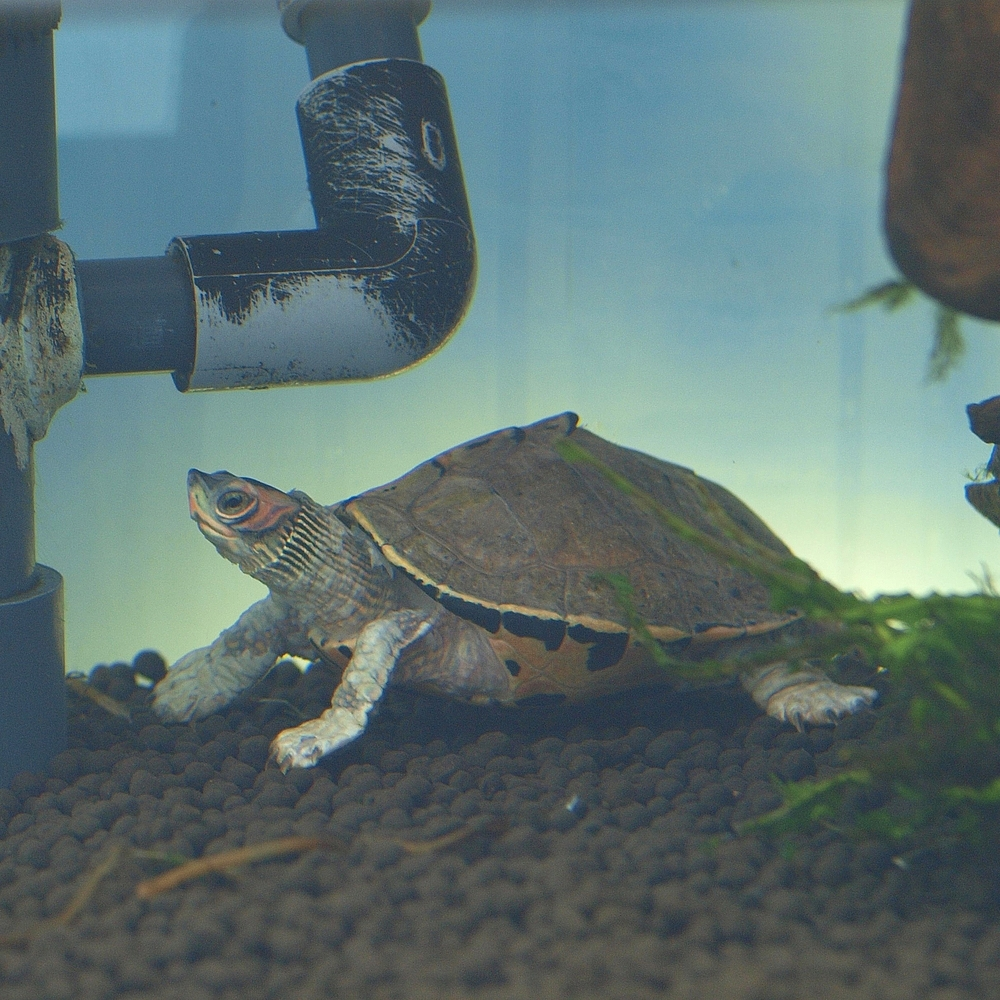
テクタセタカガメ P. tecta
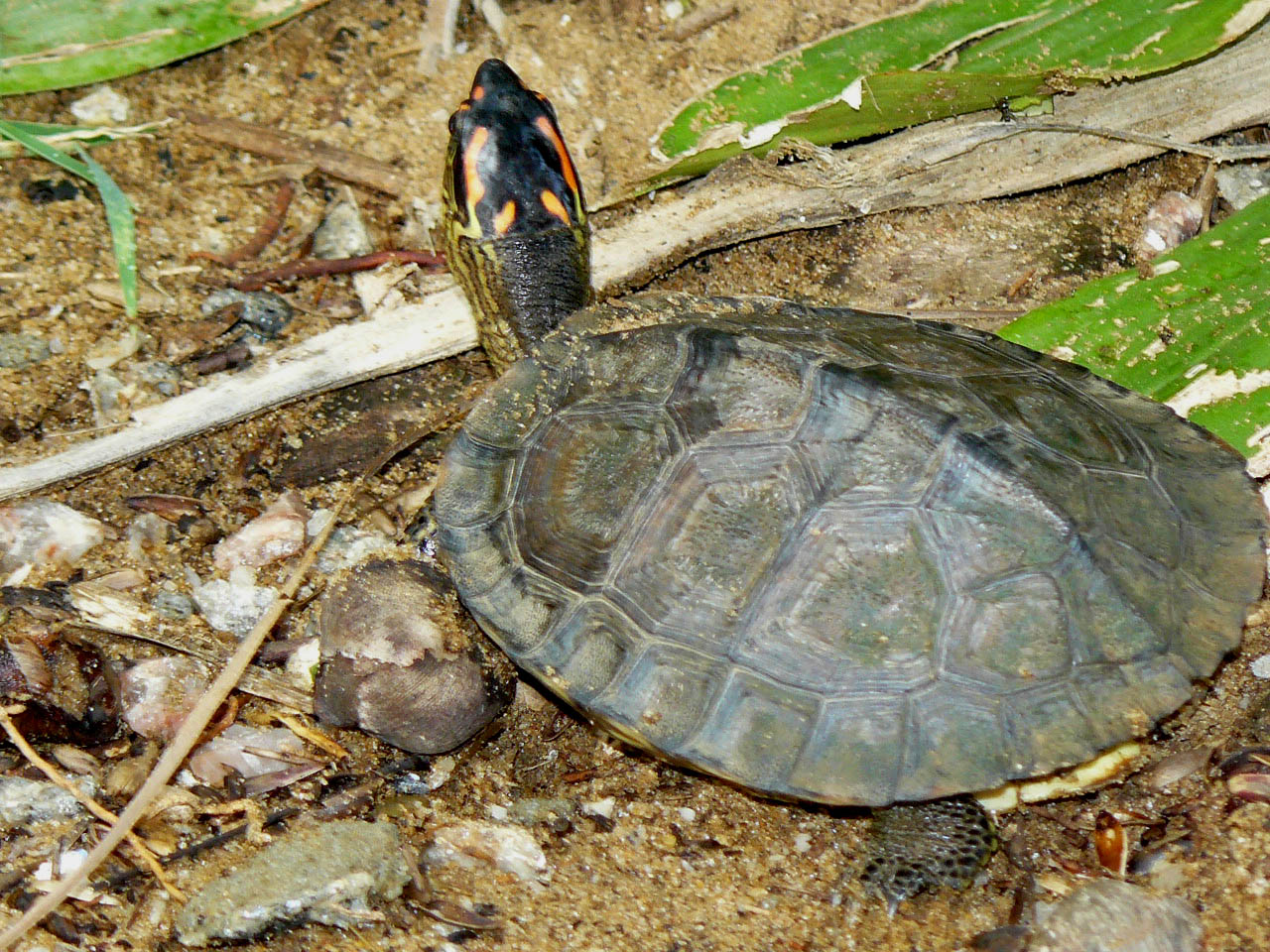
アシポチヤマガメ R. punctularia
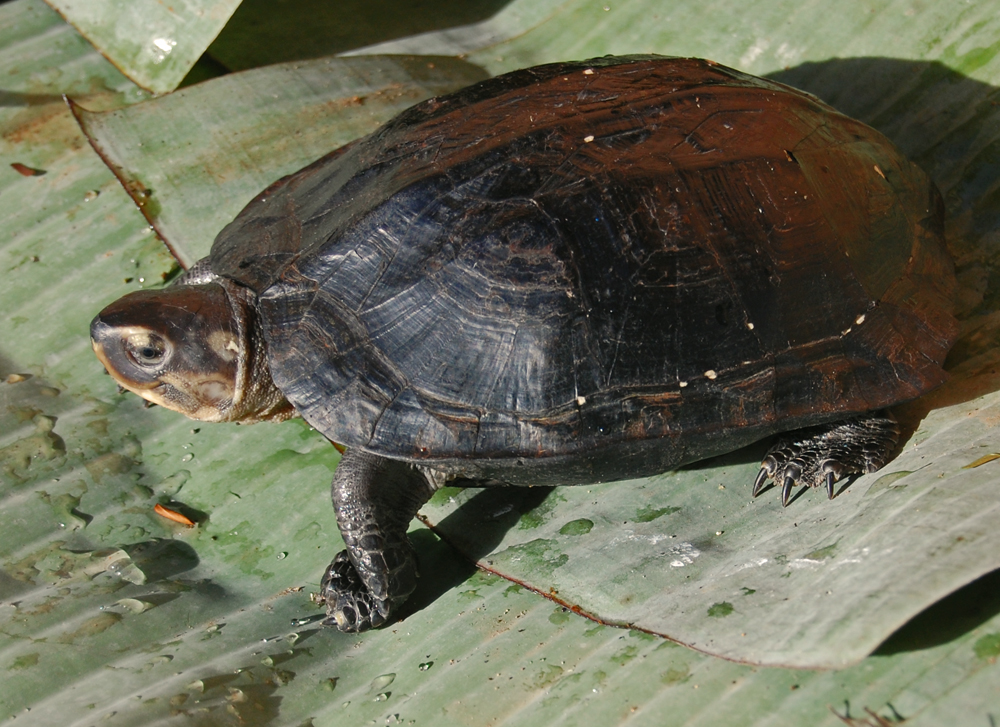
ホオジロクロガメ S. crassicollis